# Extremadura Open
O Extremadura Open foi uma competição masculina de golfe no circuito europeu da PGA em 1994. Foi disputada no Golf del Guadiana, em Badajoz, Espanha. Foi vencida pelo inglês Paul Eales com 281 (–7) pontos.

## Campeão
| Ano  | Campeão    | País       | Pontuação | Par | Margem   | Vice-campeão  |
| ---- | ---------- | ---------- | --------- | --- | -------- | ------------- |
| 1994 | Paul Eales | Inglaterra | 281       | −7  | 1 tacada | Peter Hedblom |